# Кевин Смит
Кевин Патрик Смит (на английски: Kevin Patrick Smith) (роден на 2 август 1970 г.) е американски режисьор, сценарист, продуцент, актьор и писател.
Става известен с филма си „Продавачи“ от 1994 г., на който той е сценарист, режисьор и съпродуцент, а освен това участва и в ролята на Мълчаливия Боб.

## Личен живот
Смит е женен за Дженифър Шуолбач Смит, с която се запознава, докато тя го интервюира за USA Today. Дъщеря им, Харли Куин, се ражда на 26 юни 1999 г. Кръстена е на Харли Куин от „Батман: Анимационният сериал“, която е създадена от неговия приятел, сценариста Пол Дини. Семейството живее в къща в Холивуд Хилс, която Смит купува от дългогодишния си приятел Бен Афлек през 2003 г.